# Wolfgang Dorninger

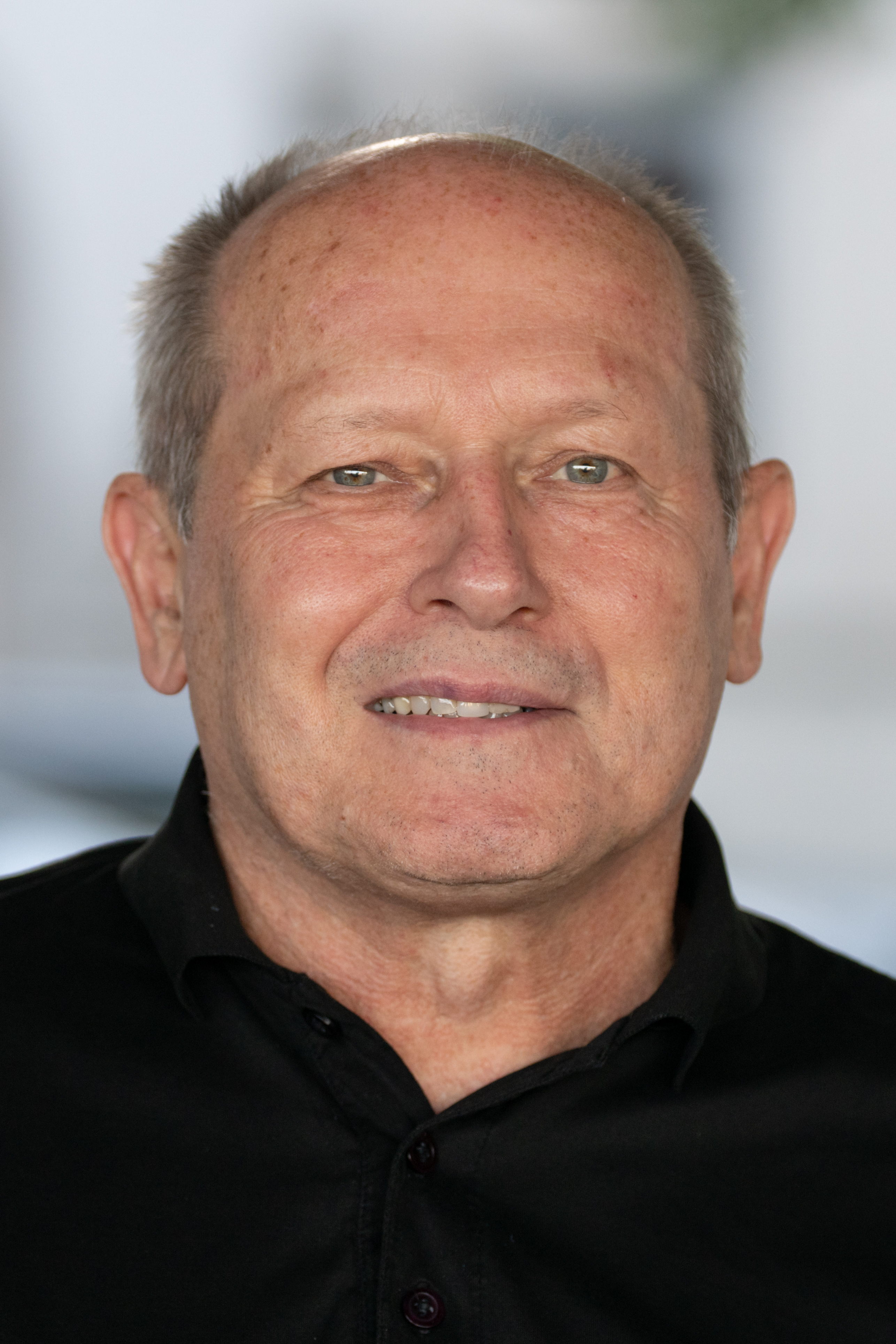
Fadi Dorninger (2025)

Wolfgang Dorninger, Künstlername auch Fadi Dorninger (* 1960 in Linz) ist ein österreichischer Musiker, Musik-Produzent und Künstler. Er ist Komponist für Filmmusik, Theatermusik, Modern Dance und Sound-Installationen.

## Leben
Dorninger studierte an der Hochschule für Angewandte Kunst in Wien bei Peter Weibel - Visuelle Medienkommunikation von 1988 bis 1995. Er hatte Tourneen und Ausstellungen in: USA, Litauen, Deutschland, den Niederlanden, Slowenien, Ungarn, Spanien, Frankreich.
Dorninger ist als Musiker und Komponist für Wipeout, The Smiling Buddhas, Monochrome Bleu (inaktiv), Josef K. Noyce (inaktiv) und Aural Screenshots (inaktiv) sowie für eigene Produktionen tätig.
Dorninger leitet seit 1995 das Experimentalstudio Sonic Sound Environments. Seit 1983 veröffentlichte er mehr als 90 Tonträger inklusive Compilationsbeiträge. Von 1983 bis 1992 betrieb Dorninger das Tapelabel Die Ind (cassette culture), von 1991 bis 1993 das Singles (7 inch) Label 7inch12 (Musik aus Linz, Österreich), seit 1997 betreibt Dorninger Base Records.
Seit 1997 betreibt Dorninger die Internet-Plattform „Fadi's Real Audio Site“ (FRAS) mit dem Schwerpunkt elektronische Musik.
Er ist Mitbegründer der Online-Musikdatenbank SR-Archiv österreichischer Popularmusik. Das ist ein Archiv (im Museumsquartier Wien), eine Online-Datenbank und Musikdistributor österreichischer Musik mit Sammlungsschwerpunkt populärer Musik von 1945 bis heute. Mehr als 500.000 Datensätze sind mittlerweile online abrufbar, gut 18.000 Tonträger im Archiv einsehbar.
Dorninger kuratierte Kunst- und Musikprogramme für zahlreiche Veranstalter wie z. B. für Ars Electronica (SUB' TRONIC, 1996 und 1997; Ridin' A Train, 1996–2000; Body Builder, 1997; Life Science, 1999; Next Sex on Ice, 2000).
1984 und 1987 trat Dorninger beim Ars Electronica Festival gemeinsam mit Monochrome Bleu auf, 1995 und 1996 mit Aural Screenshots unt 1999 beim „Klangpark“ mit Michael Nyman.
Seit 1998 unterrichtet Dorninger außerdem an der Kunstuniversität Linz im Bereich Audio. Er erstellt Sounddesigns für Ausstellungen (z. B. Phonorama Zentrum für Kunst und Medientechnologie - ZKM). Er hat Radioprogramme für Radio FRO, Musikbox, FM4, Horizontal Radio (Ars Electronica) erstellt. Zudem betreibt Dorninger die Radiosendung FADIMAT105 auf Radio FRO in Linz. Neben Beiträgen zu Film- und Videofestivals war er von 1990 bis 1996 auch Redakteur beim Musik- und Kunstmagazin skug.

## Tonträger (Auswahl)

### Base Records
- 1997 CD Various Artists -3rd base -base records 9781
- 1998 MCD Familie Seelig -Instant Flavour -base records 98104
- 1998 CD Various Artists -3rd base > sacrifice -base records 9872
- 1999 CD Dorninger -Asten -base records 9995
- 2000 MCD Dorninger -fadivilnius.lt -base records 0046
- 2000 CD Dorninger -Gott ist ein DJ -base records 0047
- 2001 CD Dorninger -Hisatsinom, über das Verschwinden -base records 0168
- 2004 Data-CD Wipeout -the mp3 compilation -base records 0411-9
- 2005 2xCD Dorninger -theatre scores remixed -base records 0505-10
- 2006 DVD Dorninger -Nasca, on perspective -base records 0606-11
- 2008 CD "Lo" base
- 2012 CD "Atacama" base
- 2012 Digital Dorninger - membrane - base records
- 2013 2x 7"vinyl Dorninger - membrane - base records

### Wolfgang Fadi Dorninger
- 1999 CD Dorninger -Asten -base records 9995
- 2000 MCD Dorninger -fadivilnius.lt -base records 0046
- 2000 CD Dorninger -Gott ist ein DJ -base records 0047
- 2001 CD Dorninger -Hisatsinom, über das Verschwinden -base records 0168
- 2005 2xCD Dorninger -theatre scores remixed -base records 0505-10
- 2006 DVD Dorninger -Nasca, on perspective -base records 0606-11
- 2008 3" CD Dorninger -looped nature and machines -field muzick fm.m09
- 2012 Digital Dorninger - membrane - base records
- 2013 2x 7"vinyl Dorninger - membrane - base records

### Wipeout
- 1992 Compilation/CD -Dichtmachen -7inch12 (A)
- 1993 Maxi-CD -Come Into My Biomechanical Loveboat -Angry Sun/Ixthuluh (A)
- 1995 Compilation/CD -Köln horcht Linz -Posthof (A)
- 1995 CD -Swamps of Happiness -Paragoric (D) / CCP (A)
- 1996 12" Maxi -The Wipeout Remixes by Sonic Fusion, Image 2040, Opproductive -CCP (A)
- 1996 Compilation/CD -Boiler Liverpool Sampler -Boiler (A)
- 1996 Compilation/10inch Vinyl -Hochzeit (Soundtrack) -Trost (A)
- 1996 CD -Saliva -CCP
- 1997 CD (re-release aus 93 und 94) -Country & Western -Lethal Records
- 1999 MCD Wipeout -Misrouted
- 2000 Compilation/Data-CD -Encoded Area Libro
- 2002 CD -Anthems for the underachivers -Angelika Köhlermann
- 2002 7" Wipeout -Klanggalerie
- 2003 CD -Black Light District Boys -Klanggalerie
- 2004 2x 12" -Black Light District Boys -Trost
- 2004 Data-CD --the mp3 compilation -base records 0411-9

### Monochrome Bleu
- 1988 12" Vinyl -Taucher -Extraplatte (A)
- 1990 Album/Tape -Stay Or Go -Irre Tapes (D) und Ladd-Frith (USA)
- 1992 3x CD -Catfood -Die Ind (A)
- 1995 CD -Better Elvis -We Never Sleep (USA)
- 1997 CD -Done -Sputnik (A)

### Josef K. Noyce
- 1989 12 Vinyl -Josef K. Noyce Sings Shakespeare -Bad Alchemy (D)

### Aural Screenshots
- 1995 Compilation/CD -the lens cleaner -Sabotage Rec. (A)
- 1996 CD -The Media Pump -PDCD (F/D)
- 1997 CD -Various Artists "3rd base" -base records 9781

### Androsch/Dorninger
- 1994 Maxi-CD -Clockwork Orange -Theater Phönix
- 1999 Compilation/CD -Various Artists "In Memoriam Max Brand" -Rhiz

### Smiling Buddhas
- 1996 Remix auf CD Wipeout -Saliva -CCP
- 1998 Compilation/CD -Various Artists "Picknick mit Hermann" -Rhiz
- 1998 CD -Various Artists "3rd base > sacrifice" -base records 9872
- 2000 Compilation/CD -Various Artists "Encoded Area" -Libro
- 2008 CD "Lo" base
- 2012 CD "Atacama" base
- 2013 CD "The Alps" base
- 2014 CD "Latium" base
- 2015 CD "All-Nighter" base
- 2015 CD "Homekong" base